# Sphragifera sigillata
Sphragifera sigillata är en fjärilsart som beskrevs av Ménétriés 1859. Sphragifera sigillata ingår i släktet Sphragifera och familjen nattflyn. Inga underarter finns listade i Catalogue of Life.